# Bianca di Navarra (contessa di Champagne)
Bianca Sánchez (Blanca in spagnolo, asturiano, catalano, aragonese, fiammingo e latino, Branca in galiziano e portoghese, Blanche in francese, Zuria in basco) (Navarra, 1177 – 12 marzo 1229) è stata una principessa spagnola, contessa consorte di Champagne dal 1199 al 1201, poi reggente della contea di Champagne dal 1201 al 1222 circa e anche reggente del regno di Navarra dal 1215 circa fino alla sua morte.

## Origine
Secondo il Nobiliario de D. Pedro Conde de Barcelos hijo del Rey D. Dionis de Portugal Bianca era figlia del re di Navarra Sancho VI il Saggio e Sancha di Castiglia, figlia del re di León e Castiglia, Alfonso VII e di Berenguela di Barcellona, figlia del conte di Barcellona, Raimondo Berengario III e quindi sorella del principe d'Aragona e conte di Barcellona Raimondo Berengario IV.
Sancho VI di Navarra, ancora secondo il Nobiliario de D. Pedro Conde de Bracelos hijo del Rey D. Dionis de Portugal era figlio del re di Navarra, García IV Ramírez il Restauratore e di Margherita de l'Aigle (?-25 maggio 1141), figlia di Gibert de l'Aigle e Giuliana di Perche.

## Biografia
Bianca è citata nel Nobiliario de D. Pedro Conde de Barcelos hijo del Rey D. Dionis de Portugal, con il fratello, Sancho, il cui unico erede premorì al padre e con le sorelle, Berengaria (D. Berenguela Reina d´Ingalterra) e Costanza (D. Constança que murio en Arouca).
Il 1º gennaio 1199, a Chartres, secondo la Chronica Albrici Monachi Trium Fontium (Alberic de Trois-Fontaines è un monaco Cistercense e cronista medioevale, della prima metà del XIII secolo, che scrisse una cronaca, dalla Creazione al 1241), Bianca, sorella del re di Navarra, Sancho VII (Blancham sororis regis Navarreorum) sposò il conte di Champagne, Tebaldo III), fratello del defunto conte di Champagne, Enrico II (Theobaldus frater [comitis Campaniensis Henrici), il figlio maschio secondogenito del Conte di Champagne (conte di Troyes e conte di Meaux) e di Brie, Enrico I il Liberale e di Maria di Francia, che, sia secondo il cronista e monaco benedettino inglese, Matteo di Parigi, che secondo la Chronica Albrici Monachi Trium Fontium, Maria era la figlia primogenita di Luigi VII, detto il Giovane, re di Francia, e della duchessa d'Aquitania e Guascogna e contessa di Poitiers, Eleonora d'Aquitania, che, ancora secondo la Chronica Albrici Monachi Trium Fontium, era la figlia primogenita del duca di Aquitania, duca di Guascogna e conte di Poitiers, Guglielmo X il Tolosano e della sua prima moglie, Aénor di Châtellerault († dopo il 1130), figlia del visconte Americo I di Châtellerault e della Maubergeon, che al momento della sua nascita era l'amante di suo nonno Guglielmo IX il Trovatore.
Il cognato, Enrico II, che oltre che essere conte di Champagne, dal 1192, era Re di Gerusalemme, era morto 10 settembre 1197, cadendo accidentalmente da una finestra del suo palazzo di San Giovanni d'Acri.
A seguito dell'appello del papa Innocenzo III (del 1198), nel novembre del 1199, il marito di Bianca, Tebaldo III, decise di aderire alla IV crociata, assieme ad altri nobili, tra cui il cugino (figlio della zia, Alice di Francia, la sorella della madre di Tebaldo) Luigi, conte di Blois, di Chartres, di Châteaudun e di Clermont, Goffredo di Villehardouin, siniscalco della Champagne, col nipote Goffredo I di Villehardouin. Pochi mesi dopo, nel febbraio del 1200, aderirono alla crociata anche i suoi cognati, Baldovino IX, Conte delle Fiandre e di Hainaut che fu il primo imperatore dell'impero latino di Costantinopoli, assieme a suo fratello Enrico e nel corso di quello stesso anno, Tebaldo, venne designato ad essere il capo della IV crociata; la scelta fu gradita anche da papa Innocenzo III.
Nel 1200, Tebaldo III venne designato ad essere il capo della IV crociata, ma, mentre stava preparando la spedizione in Terra santa, il 24 maggio del 1201, morì improvvisamente nel suo palazzo di Troyes, come conferma anche il Recueil des historiens des croisades. Historiens occidentaux., anche la Chronica Albrici Monachi Trium Fontium, riporta la morte di Tebaldo, nel 1201, all'età di 25 anni, nel periodo della Pentecoste e che fu tumulato a Troyes, nella chiesa di Santo Stefano, accanto al padre, Enrico I; sia secondo gli Obituaires de Sens Tome I.1, Eglise cathédrale de Sens, Obituaire du xiii siècle, che gli Obituaires de Sens Tome II, Eglise cathédrale de Chartres, Obituaire du xii siècles. Tome 2, Tebaldo (Theobaldus comes Campanie) morì il 24 maggio (IX Kal Junii) del 1201.
In seguito alla morte di suo marito, Bianca, divenne la reggente della contea di Champagne per conto del figlio, nato postumo di cinque giorni, il nuovo conte, Tebaldo IV, e la governò sino al compimento del ventunesimo anno di età del figlio, nel 1222.
La reggenza, però, fu molto pesante in quanto la successione fu contestata dalle figlie del fratello di suo padre, Enrico II di Champagne, Alice di Champagne e Filippa di Champagne che vantavano delle pretese sulla contea.
La sorella più giovane, Filippa, nel 1214, aveva sposato Erardo I di Brienne, conte di Ramerupt, e, l'anno dopo, assieme al marito aveva lasciato la Palestina, per raggiungere la contea di Champagne, dove parecchi nobili appoggiavano la sua richiesta di ottenere il titolo. Con l'arrivo di Filippa ed Erardo iniziò una contestazione che durò per tutto il periodo della reggenza di Bianca e, nel 1216, sfociò in guerra aperta (Guerra di successione di Champagne); la guerra si concluse nel 1221, quando Erardo, ammessa la sconfitta militare, rinunciò ad ogni pretesa, mentre Filippa chiedeva un risarcimento che Bianca non era in grado di pagare. Nel 1222, Tebaldo IV, arrivato alla maggiore età e, subentrato alla madre, pare che pagasse un'indennità alla cugina affinché rinunziasse ad ogni diritto di successione..
Il fratello di Bianca, Sancho VII, ultimo re della dinastia Jimena, dopo la battaglia di Las Navas de Tolosa, del 1212, in cui le truppe navarresi si erano comportate molto bene, pur essendo sposato (ma senza figli), si ritirò in convento e lasciò la reggenza del regno a Bianca, che la tenne sino alla morte.
La morte di Bianca è citata nelle cronache di Alberic de Trois-Fontaines: Bianca (comitissa Blancha Campaniensis) morì il 13 marzo 1229 (1229 pridie Id Mar).
La reggenza della Navarra fu assunta dalla sorella, Berengaria.

## Discendenza
Bianca diede a suo marito Tebaldo due figli:
- Maria di Champagne (1200-?)[24]
- Tebaldo I di Navarra (29 maggio 1201-1253), nato cinque giorni dopo la morte del padre. Conte di Champagne (1201-1253) e re di Navarra[26], dal 1234 al 1253.

## Ascendenza
|                              |                      |                                       | Genitori                             |  |  | Nonni |  |  | Bisnonni                 |  |  | Trisnonni                |  |
|                              |                      |                                       |                                      |  |  |       |  |  | Ramiro Sánchez di Monzón |  |  | Sancho Garcés di Navarra |  |
|                              |                      |                                       |                                      |  |  |       |  |  | Ramiro Sánchez di Monzón |  |  | Sancho Garcés di Navarra |  |
|                              |                      | Costanza Sánchez                      |                                      |  |  |       |  |  | Ramiro Sánchez di Monzón |  |  |                          |  |
| García IV Ramírez di Navarra |                      |                                       |                                      |  |  |       |  |  | Ramiro Sánchez di Monzón |  |  |                          |  |
|                              |                      | Cristina Rodríguez                    | El Cid                               |  |  |       |  |  |                          |  |  |                          |  |
|                              |                      | Cristina Rodríguez                    | El Cid                               |  |  |       |  |  |                          |  |  |                          |  |
|                              |                      | Cristina Rodríguez                    | Jimena Díaz                          |  |  |       |  |  |                          |  |  |                          |  |
| Sancho VI di Navarra         |                      | Cristina Rodríguez                    |                                      |  |  |       |  |  |                          |  |  |                          |  |
|                              |                      | Gilbert de L'Aigle                    | …                                    |  |  |       |  |  |                          |  |  |                          |  |
|                              |                      | Gilbert de L'Aigle                    | …                                    |  |  |       |  |  |                          |  |  |                          |  |
|                              |                      | Gilbert de L'Aigle                    | …                                    |  |  |       |  |  |                          |  |  |                          |  |
| Margherita de l'Aigle        |                      | Gilbert de L'Aigle                    |                                      |  |  |       |  |  |                          |  |  |                          |  |
|                              |                      | Julienne du Perche                    | …                                    |  |  |       |  |  |                          |  |  |                          |  |
|                              |                      | Julienne du Perche                    | …                                    |  |  |       |  |  |                          |  |  |                          |  |
|                              |                      | Julienne du Perche                    | …                                    |  |  |       |  |  |                          |  |  |                          |  |
| Bianca di Navarra            |                      | Julienne du Perche                    |                                      |  |  |       |  |  |                          |  |  |                          |  |
|                              | Raimondo di Borgogna | Guglielmo I di Borgogna               |                                      |  |  |       |  |  |                          |  |  |                          |  |
|                              | Raimondo di Borgogna | Guglielmo I di Borgogna               |                                      |  |  |       |  |  |                          |  |  |                          |  |
|                              | Raimondo di Borgogna | Stefania di Longwy                    |                                      |  |  |       |  |  |                          |  |  |                          |  |
| Alfonso VII di León          | Raimondo di Borgogna |                                       |                                      |  |  |       |  |  |                          |  |  |                          |  |
|                              |                      | Urraca di Castiglia                   | Alfonso VI di León                   |  |  |       |  |  |                          |  |  |                          |  |
|                              |                      | Urraca di Castiglia                   | Alfonso VI di León                   |  |  |       |  |  |                          |  |  |                          |  |
|                              |                      | Urraca di Castiglia                   | Costanza di Borgogna                 |  |  |       |  |  |                          |  |  |                          |  |
| Sancha di León e Castiglia   |                      | Urraca di Castiglia                   |                                      |  |  |       |  |  |                          |  |  |                          |  |
|                              |                      | Raimondo Berengario III di Barcellona | Raimondo Berengario II di Barcellona |  |  |       |  |  |                          |  |  |                          |  |
|                              |                      | Raimondo Berengario III di Barcellona | Raimondo Berengario II di Barcellona |  |  |       |  |  |                          |  |  |                          |  |
|                              |                      | Raimondo Berengario III di Barcellona | Matilde d'Altavilla                  |  |  |       |  |  |                          |  |  |                          |  |
| Berengaria di Barcellona     |                      | Raimondo Berengario III di Barcellona |                                      |  |  |       |  |  |                          |  |  |                          |  |
|                              |                      | Dolce I di Provenza                   | Gilberto I di Gévaudan               |  |  |       |  |  |                          |  |  |                          |  |
|                              |                      | Dolce I di Provenza                   | Gilberto I di Gévaudan               |  |  |       |  |  |                          |  |  |                          |  |
|                              |                      | Dolce I di Provenza                   | Gerberga di Provenza                 |  |  |       |  |  |                          |  |  |                          |  |
|                              |                      | Dolce I di Provenza                   |                                      |  |  |       |  |  |                          |  |  |                          |  |

### Fonti primarie
- (LA)  William of Tyre, Historia rerum in partibus transmarinis gestarum.
- (LA)  Matthæi Parisiensis, monachi Sancti Albani, Chronica majora, vol I.
- (LA)  Matthæi Parisiensis, monachi Sancti Albani, Chronica majora, vol II.
- (LA)  Obituaires de la province de Sens. Tome I.
- (LA)  Obituaires de la province de Sens. Tome 2.
- (FR)  William of Tyre, Recueil des historiens des croisades. Historiens occidentaux..
- (LA)  Monumenta Germanica Historica, tomus XXIII.
- (PT)  Nobiliario de D. Pedro Conde de Barcelos hijo del Rey D. Dionis de Portugal.

### Letteratura storiografica
- D.M. Nicol, "La quarta crociata e gli imperi greco e latino, 1204 - 1261", cap. XIV, vol. III in Storia del mondo medievale, 1999, pp. 503–558
- Charles Lethbridge Kingsford, Il regno di Gerusalemme, 1091-1291, cap. XXI, vol. IV, in «Storia del mondo medievale», 1999, pp. 757–782
- Frederick Maurice Powicke, I regni di Filippo Augusto e Luigi VIII di Francia, cap.XIX, vol V, in Storia del Mondo Medievale, 1999, pp. 776–828
- Charles Petit-Dutaillis, Luigi IX il Santo, cap.XX, vol. V, in Storia del mondo medievale, 1999, pp. 829–864
- Rafael Altamira, La Spagna (1031-1248), cap.XXI, vol V, in Storia del Mondo Medievale, 1999, pp. 865–896